# Natalja Wladimirowna Sujewa
Natalja Wladimirowna Sujewa (russisch Наталья Владимировна Зуева; * 10. Oktober 1988 in Belgorod, Russische SFSR, Sowjetunion) ist eine russische Rhythmische Sportgymnastin und Olympiasiegerin.
Bei den Olympischen Spielen 2008 in Peking gewann Sujewa mit Margarita Alijtschuk, Anna Gawrilenko, Tatjana Gorbunowa, Jelena Possewina und Darja Schkurichina die Goldmedaille im Mannschaftswettbewerb.
Im Oktober 2008 beendete Sujewa ihre sportliche Karriere.

## Auszeichnungen
- 2008:  Verdienter Meister des Sports[3]
- 2009:  Orden der Freundschaft[4]